# Foreign exchange station
Foreign Exchange Station, in sigla FXS, è un dispositivo che fornisce il servizio telefonico agli apparecchi telefonici, chiamati in questo contesto Foreign Exchange Office (FXO).
Un FXS deve fornire ai dispositivi l'alimentazione ed i segnali di controllo della linea, come il segnale di chiamata in arrivo per far squillare il telefono e deve capire quando la cornetta è sollevata dal ricevitore o a "riposo". Deve anche fornire il segnale telefonico analogico per mandare e ricevere il segnale vocale e i toni di libero o di occupato. Può anche fornire l'identificativo del chiamante.
Le interfacce FXS sono comunemente trovate nei PBX, ma esistono anche interfacce FXS da utilizzare con PBX software come Asterisk.
FXS di norma è un componente di rete che riesce a far funzionare un telefono analogico per la connettività VoIP e a questa porta, normalmente con connettore RJ-11 femmina, viene connesso un telefono standard.